# ان‌جی‌سی ۲۸
ان‌جی‌سی ۲۸ (به انگلیسی: NGC 28) یک کهکشان بیضوی است که در صورت فلکی سیمرغ قرار دارد.